# Tye (Texas)
La ville américaine de Tye est située dans le comté de Taylor, dans l’État du Texas. Sa population s’élevait à 1 242 habitants lors du recensement de 2010.
Tye fait partie de l’agglomération d’Abilene.

## Histoire
Tye a été fondée en 1881 sous le nom de Tebo .

## Source
- (en) Cet article est partiellement ou en totalité issu de l’article de Wikipédia en anglais intitulé « Tye, Texas » (voir la liste des auteurs).